# Посёлок санатория «Черноморье»
Посёлок санато́рия «Черномо́рье» — населённый пункт в Туаспинском районе Краснодарского края России.
Входит в состав Новомихайловского городского поселения.

## История
Посёлок санатория «Черноморье» (или посёлок Черноморье), зарегистрирован в списках населенных пунктов Новомихайловского сельского Совета решением Краснодарского крайисполкома от 15 ноября 1977 года.

## Население
| 2002 | 2010 |
| ---- | ---- |
| 169  | ↘157 |